# Louis Auguste Joseph Desrousseaux
Louis Auguste Joseph Desrousseaux  (1753 - 1838) foi um botânico e pteridólogo francês. Foi um contribuinte para a obra Encyclopedia Botanique de Lamarck, de 1783 a 1796.
Produziu uma abundante obra na identificação e classificação de novas espécies, em número de 414 registos 